# Торре-Беретті-е-Кастелларо
Торре-Беретті-е-Кастелларо (італ. Torre Beretti e Castellaro) — муніципалітет в Італії, у регіоні Ломбардія,  провінція Павія.
Торре-Беретті-е-Кастелларо розташоване на відстані близько 470 км на північний захід від Рима, 65 км на південний захід від Мілана, 45 км на захід від Павії.
Населення — 581 особа (2014).

## Демографія
Населення за роками:

Станом на 1 січня 2023 року в муніципалітеті офіційно проживали 52 іноземці з 18 країн, серед них 14 громадян країн Євросоюзу та 2 громадяни України.

## Сусідні муніципалітети
- Боццоле
- Фраскароло
- Меде
- Сартірана-Ломелліна
- Валенца